# Școlile comunei Hudești, județul Botoșani

Hudești - Școala Costăchească

Acest articol dezvoltă o secțiune Școlile comunei Hudești a articolului principal, Comuna Hudești, Botoșani.
Școlile comunei Hudești au luat ființă în majoritatea lor la sfârșitul secolului al XIX-lea și începutul secolului următor, excepție făcând Școala Costăchească care s-a înființat în anul 1841. Acest lucru s-a realizat prin acțiunea de mecenat al lui Iordache Gheorghe Costache Boldur-Lățescu, principalul proprietar al moșiei Hudeștii-Mari. Acesta a urmat exemplul lui Anastasie Bașotă, cel care a înființat la Pomârla Institutul „Anastasie Bașotă”. Înființată la 1841, funcționarea acestei instituții de învățământ s-a derulat efectiv începând din anul 1861 într-un local care a aparținut moșierului. Începutul Școlii Constăcheasca, similar cu al celorlalte școli de pe teritoriul administrat astăzi de comuna Hudești, s-a făcut în spații necorespunzătoare, închiriate prin casele localnicilor.
Școala din Vatra a luat ființă în anul 1890, a urmat apoi cea din satul Alba în 1897, apoi cea din Bașeu în 1914, simultan cu cea din Mlenăuți, apoi cea din Baranca în 1929. Din cauza stării financiare precare a locuitorilor, au existat multe sincope la înscrierea elevilor în școli dar și la creșterea prezenței acestora la orele de clasă. Astfel, din cauză că în perioada interbelică nu s-au școlarizat majoritatea copiilor, mulți locuitori au trecut în rândul analfabeților. Lichidarea acestui flagel social, dar și al ignoranței, a fost principala sarcină a școlilor comunale aflate în funcțiune în regimul comunist.
Datorită startului târziu al învățământului din nordul Moldovei prin comparație cu alte zone ale României, din cauze social-economice privind modul de exploatare al țărănimii, perioada de înflorire a acestor instituții locale s-a desfășurat în perioada comunistă, cea în care s-a pus în practică lichidarea analfabetismului. Politica demografică corelată cu cea ideologică și de propagandă, au dus la școlarizarea cu cadre didactice calificate al unui număr de elevi aflat în continuă creștere. Majoritatea lor au urmat ulterior școli profesionale și instituții de învățământ superioare, fapt care s-a finalizat cu o depopulare masivă a satelor din regiune.

## Preambul istoric
La fel ca în toate localitățile mai importante din Moldova și la Hudești învățământul s-a derulat încă de la începuturile lui sub patronajul bisericii.  Rădăcinile educației școlare hudeștene se regăsesc astfel în Biserica Sfinții Voievozi Mihail și Gavril din Lupeni ( Hudești ), Biserica din Vatra, Mlenăuți și Bobeștii de Jos, acolo unde se văd încă urme ale vechilor lăcașe de cult. Preoții care au slujit în satele din Hudeștii-Mari au fost instruiți la Suceava sau Iași și ei la rândul lor au format în Lupeni cântăreți bisericești, care știau să citescă și să scrie.
Prima școală care s-a înființat în zona administrată astăzi de comuna Hudești a fost Școala Costăchească în anul 1841. Pe rând au luat ființă școala din Vatra în anul 1890, apoi în satul Alba în 1897, apoi cea din Bașeu în 1914, simultan cu cea din Mlenăuți, apoi cea din Baranca în 1929. Sistemul de învățământ din aceste sate s-a confruntat cu greutățile inerente începutului, startul dându-se în toate cazurile în spații necorespunzătoare închiriate prin casele sătenilor. Începând din anul 1924 s-a înființat în Lupeni / Hudești Școala superioară de arte și meserii care a funcționat în Conacul Boldur-Lățescu și care s-a transformat la final în Gimnaziu și mai apoi în Școală Generală de 10 ani cu profil agroindustrial.
Din cauza stării financiare precare a locuitorilor, au existat multe sincope la înscrierea elevilor în școli dar și la creșterea prezenței acestora la orele de clasă. Astfel, din cauză că în perioada interbelică nu s-au școlarizat majoritatea copiilor, mulți locuitori au trecut în rândul analfabeților. Lichidarea acestui flagel social, dar și al ignoranței, a fost principala sarcină a școlilor comunale. Acest fapt a devenit o realitate, pentru că în anul 1944 numărul analfabeților din comună era de peste 2.000 locuitori cu vârsta de până în 55 de ani, circa 31% din populație, din care 546 bărbați. Cum regimul comunist a urmărit lichidarea analfabetismului din România prin politică de stat, în comuna Hudești acest lucru a fost definitivat în perioada 1953 - 1958. Această mișcare a avut loc ca urmare a Decretului nr. 175/1948 care a pus bazele așa numitei „Revoluții Culturale”.
Prin Decretul nr. 175 s-a generalizat învățământul de șapte clase și s-a asigurat obligativitatea dar și gratuitatea lui. Prima școală din Hudești cu acest profil a fost cea din Conacul Lățescu unde învățau cei mai buni copii din comună dar și cei din comunele învecinate Mileanca, Oroftiana, Suharău, Havârna, Păltiniș, Concești, Horodiștea sau Rădăuți-Prut. Această școală avea o bază materială bună, în sensul că avea în administrare un internat pentru fete și băieți, bucătărie, sală de mese, chiar și o grădină de zarzavat.
Așa cum a fost politica de partid, în anul școlar 1951 - 1952, au luat ființă în toate școlile comunale detașamentele de pionieri și s-a trecut la o propagandă națională. În anul 1961 - 1962 s-a generalizat învățământul de șapte clase în toate școlile comunei ca urmare a creșterii demografice. Absolvenții celor șapte clase  au fost orientați spre școlile profesionale, școli medii-tehnice sau licee într-o proporție de 70% spre 100%. Ca efect, acest proces a dus  la depopularea satelor, fenomen care exista și la începutul mileniului al III-lea.
Datorită necesarului de forță de muncă pe care trebuia să-l asigure sistemul de învățământ comunist pentru a susține dezvoltarea economiei, în 1965 s-a trecut la generalizarea învățământului de opt clase. Așa s-a întâmplat și în satele comunei Hudești, mai puțin Bașeu. Cum economia României era în plină dezvoltare și necesitatea de cadre tehnice calificate era mare, în 1968 s-a trecut la generalizarea învățământului de zece clase prin stipulările Legii nr. 11 din 13 mai 1968.
Ținând cont de toate realitățile social-economice, prin creșterea numărului de elevi s-a mărit corespunzător și numărul de cadre didactice. Dacă în 1944 școlile din comună aveau 21 învățători și 9 profesori, în 1960 erau 31 învățători și 10 profesori, în 1970 erau 35 învățători, 41 profesori și 5 educatoare. În 1985 erau 76 învățători și profesori și 10 educatoare.
Pentru asigurarea unui învățământ de calitate s-au construit școli noi prin contribuția locuitorilor în Vatra ( 1961 ), Baranca ( 1963 ), Alba ( 1966 ) și Mlenăuți ( 1970 ). La Gimnaziul din Hudești s-au făcut reparații capitale. În anul școlar 1986 - 1987, toată rețeaua de școli din satele comunei era formată din o școală de zece clase având profilul agroindustrial, patru școli de opt clase, o școală cu patru clase și cinci grădinițe. Carțile aflate în bibliotecile existente în toate școlile comunei însumau peste 12.000 volume.
Pe 25 noiembrie 1987, la Școala din Hudești a fost numit ca director Apătăchioae Gheorghe, monograful comunei Hudești. El a intreprins acțiuni pe lângă organele județene de partid pentru construirea unei noi școli în satul Hudești în apropiere de Școala Costăchească. S-au făcut în acest sens memorii ce au fost trimise la București, prin care s-au semnalat condițiile precare în care se desfășura învățământul aici. În consecință, au fost trimise de la București două comisii care au completat un raport prin care s-a susținut ideea ridicării unui nou local de școală care să fie prevăzut cu opt săli de clasă, două laboratoare și două ateliere. Construcția a demarat în primăvara anului 1989 și a fost terminată la începutul anului școlar 1990 - 1991. În acel moment Conacul Boldur-Lățescu a fost părăsit ca loc de desfășurare al învățământului din sat. Ca urmare, conacul a fost deteriorat prin vandalizare de către răufăcători și o parte din cadrele didactice existente au plecat în alte localități. Școala nou construită, aflată în funcțiune și în 2025, a pornit cu o structură de învățământ bazată pe zece clase și a revenit în 2011 la opt clase.
În 2021 în comună existau următoarele școli:
| - Școala Gimnazială nr. 1 Hudești, cu 154 elevi, dir. Apătăchioae Mirela, - Școala Primară nr. 1 Mlenăuți, cu 14 elevi. - Școala Gimnazială nr. 2 Vatra-Hudești, cu 77 elevi - Școala Gimnazială nr. 3 Alba, cu 87 elevi - Școala Gimnazială nr. 4 Baranca, cu 233 elevi | - Grădinița cu program normal nr. 1 Mlenăuți, cu 21 copii - Grădinița cu program normal nr. 2 Vatra, cu 23 copii. - Grădinița cu program normal nr. 3 Alba-Hudești, cu 31 copii - Grădinița cu program normal nr. 4 Baranca-Hudești, cu 72 copii |

## Școlile hudeștene

### Școala din Alba
Datorită locuitorilor satului Alba care și-au dat copiii să învețe la Școala Costăcheasca din Lupeni, școala gimnazială din Alba a fost prima unitate de învățământ din comună cu clasele complete și a fost înființată în anul 1897. În perioada 1897 - 1927, școala a funcționat prin casele sătenilor în spații necorespunzătoare și neîncăpătoare. Până în 1902 au fost active doar clasele I-a și a II-a, apoi clasa a III-a și din 1907/1908 clasa a IV-a. Între anii 1900 - 1906 școala a fost condusă de preotul Gheorghe Dimitriu, fost absolvent al Seminarului „Veniamin Costache” din Iași. Clasa a V-a a luat ființă în anul școlar 1909/1910 suplimentându-se numărul de învățători la trei.
Din 1911 primul post a fost ocupat de Burlacu Dumitru care era absolvent al Școlii Normale „Vasile Lupu” din Iași, originar din Bașeu. Învățătorul Burlacu a ocupat postul până la pensionarea sa din anul 1937. A ținut o evidență remarcabilă și o arhivă corespunzătoare, a dezvoltat  relațiile dintre biserică și școală și a fost preocupat de construirea unui local de școală care a debutat în 1921. Imobilul a avut la bază materiale deficitare așa cum erau furcile, nuielele și șindrila pentru acoperiș. În 1925 s-a mărit numărul de învățători la șase. În anul școlar 1927 - 1928 cu ajutorul Comitetului Școlar din comuna Hudești s-au dat în folosința elevilor primele două săli de clasă. Preotul Dumitru Hadârcă a fost învățător titular în perioada 1920 - 1925. Din anul 1925 la Școala din Alba funcționau șapte clase gimnaziale. Dotarea claselor era satisfăcătoare cu mobilier suficient din care făceau parte 40 de bănci cu patru locuri, scaune, table, catedre, dulapuri și vitrine pentru bibliotecă și arhivă.
După 1930 la închiderea anului școlar se organizau serbări școlare și fanfara satului cânta premianților „Mulți ani trăiască” și „Imnul Regal”. În toamna anului 1936 au venit la școală ca învățători - Vladimir Colescu și Elena Colescu, care au funcționat ca atare până în 1940, an în care școala avea 245 de elevi organizați în șapte clase și patru cadre didactice.
În primăvara anului 1944, luna martie, Școala din Alba a fost evacuată în satul Izvoarele, Dâmbovița, arhiva ei rămânând în grija învățătoarei Eugenia Grosu. După cel de Al Doilea Război Mondial, întors acasă de pe front, Vasile Grosu și Eugenia și-au adus aportul la reorganizarea  învățământului din satul Alba. Eugenia a murit de tifos exantematic în 1947 și a fost înhumată lângă biserica satului.
În perioada 1952 - 1984 a existat încă un post de învățător pentru ciclul primar de patru clase la Podiș-Alba, acolo unde învățau 16 - 17 copii. Conform normelor politice dictate de regimul comunist, în anul școlar 1953 - 1954 s-a încheiat alfabetizarea  populației din satul Alba. În anul 1955 s-a trecut la construirea unui Cămin Cultural, obiectiv în care a funcționat și școala din Alba încă de la darea lui în folosință până în 1965. Au fost prevăzute prin proiectare patru săli de clasă, un laborator, o cameră pentru materialele didactice și încă una pentru materialele necesare ținerii cursurilor de geografie și istorie.
Noua clădire a Școlii din Alba a fost ridicată la inițiativa profesorului Vasile L. Mirăuți, care a fost și director al școlii. În ajutorul lui s-a raliat și Primăria comunei Hudești care a făcut dotarea cu mobilier și materiale didactice. Tâmplăria a fost realizată la Sadova, Suceava. Cu materialele de construcție rezultate din demolarea vechii școli s-a ridicat o anexa în care și-a derulat activitatea atelierul de tâmplărie și cusătorie al școlii. Maiștri-instructori au fost Moșneguțu Vasile pentru băieți și Maria Jacotă pentru echipa de fete.
Numărul de elevi a crescut, astfel că în anul școlar 1967 - 1968, școala avea 411 elevi organizați în 14 clase, opt la ciclul primar de patru clase și șase pentru ciclul secundar. Erau nouă profesori și șapte învățători. Școala din Podiș-Alba a avut doar un învățător detașat în perioada 1952 - 1974 și a funcționat sub denumirea de Școala Nr.2 Alba „... cu ștampliă, director și forfetar într-o casă particulară”. Cum numărul de elevi a scăzut constant, în anul 1984 existau doar șase elevi, aceștia au fost transferați la Școala Nr. 1 Alba.
Electrificarea satului, deci și a școlii, s-a realizat de abia în anul 1971. În anii 2000, cu ajutorul fondurilor europene s-a ridicat o anexă la școală.
Școala avea o biblotecă compusă din 4324 volume structurate pe categorii - literatură pentru copii, beletristică, volume didactice și pedagogice și politico-sociale.
Orientarea elevilor din acest sat a fost către învățământul tehnic și profesional și mai puțin spre cel teoretic. Acest fapt a determinat ca promoții întregi de elevi să plece spre școlile de profil din România, în sat rămânând doar doi - trei absolvenți.

### Școala din Bașeu
Școala din Bașeu a fost înființată ca unitate de invățământ gimnazial cu șapte clase în anul 1914. Primul învățător a fost Xantopol Mihai. Școala a funcționat mai întâi prin casele țărănești luate cu chirie. După o vreme, la inițiativa unor localnici, s-a început construcția unui local pentru școală în sus pe Dealul Bașeului, între satele Mlenăuți și Bașeu pentru a facilita accesul la învățământ unor elevi din Mlenăuți. Așa au fost Aniței Vasile, frații Gheorghe și Vasile Beșliu din Mlenăuți. Viața instituției a fost scurtă și ca urmare ea fost dărâmată și una nouă a fost construită de abia în perioada 1935 - 1943. În anii în care nu a existat un local de școală, elevii au învățat prin casele părăsite cum erau cele de la „La Mazuru”, „La Gheorghe Rătușanu” și „La Gheorghe Ilaș” de unde elevii s-au mutat în noua școală construită în centrul satului. 1943 a fost ultimul an în care elevii au absolvit șapte clase pentru că războiul era în plin avânt și ca urmare Școala din Bașeu a rămas cu o structură de patru clase.
În perioada celui de Al Doilea Război Mondial, învățătorii erau plecați pe front și familiile lor s-au refugiat în Oltenia. Ei au fost înlocuiți de suplinitori ca surorile Emilia și Filareta Maftei din Mlenăuți. Până în 1943 au funcționat ca învățători Haralambie Jacotă, soții Bostan Constantin, domnișoarele Chețan din Cristinești, Leconschi Monda din Cernăuți, Octav Brahă din Mlenăuți. După 1945 cadrele didactice au fost suplinitorii Pintilei din Hudești, Maftei Filareta, Turic Vasile ( 1939 - 1947 și 1950 - 1966 ), Costache Jacotă, Dumitru Istrate și Dumitru Antoneac din Fundu Herței, Labă Adela ( 1952 - 1953 ), Florica Popescu din Lupeni, Turic Angela ( 1954 - 1968 ). Din 1967 au fost Codău Cristina, Dogaru Maria, Gheorghe Apătăchioae și Alexandrina Apătăchioae. După plecarea lui Codău Cristina, școala a rămas cu un singur post ocupat de Alexandrina Apătăchioae până în anul 1990 când s-a pensionat. După aceea posturile au fost ocupate de Florin Sârghi și Mereuță Veronica până în 2010. Din 1978 până în 2007 elevii au învățat printr-o clădire a fostului CAP Mlenăuți. În 2007, elevii au fost mutați în noua școală construită cu fonduri europene. În 2010 școala a fost desființată din cauza că, nu mai era cine să vină la școală, nu mai existau copii care să învețe.
În anul 2021 Școala din Bașeu era închisă din lipsă de elevi.

### Școala din Baranca
Școala din satul Baranca a fost înființată în anul 1929 și a funcționat prin casele sătenilor luate în chirie. Astfel, și-a desfășurat activitatea „La Vera”, „La Pătrășcanu” și apoi în locuința celui care i-a fost ulterior și director, Vasile Hlior. Școala a avut doar ciclul primar de patru clase până în 1958, an în care Vasile Hlior a început să construiască un nou local pentru ea. Din 1961, primul an în care a funcționat în noul local, până în 1964 s-au înființat  progresiv și celelalte patru clase.
Până în 2006, elevii din ciclul primar mergeau la școală dimineața și cei din ciclul secundar după-amiaza. O dată cu inaugurarea noului local construit de Hlior, toți elevii învățau într-un singur schimb, dar în ambele localuri. Vechea școală a fost grav avariată în 2008 din cauza inundațiilor generate de râul Prut.
Școala din Baranca a fost condusă de-a lungul timpului de Vasile Hlior și soția lui Maria, Ștefan Nicolae și Maria, din 1972 până în 1974 de Moraru Alexandrina ( fostă Crețu ), apoi  de Calancea Paul și Cornelia. Din 1978 funcția a fost preluată de Pușcașu Chirică, apoi o perioadă lungă cu întreruperi de Luca Angela. Profesorul de istorie Ștefan Marinel a preluat conducerea din 1987 și din septembrie 2009 din nou Luca Angela.
Noua Școală din Baranca a fost construită în 2006 cu fonduri de la Banca Mondială. În ea învațau în anul 2021, 250 de elevi in cinci clase. Erau organizați în două schimburi, dar chiar și așa erau foarte înghesuiți. Sălile sunt mici, iar de distanțare nici nu putea fi vorba.
Consiliul local al comunei Hudești a adoptat un proiect de hotărâre pe 24 iunie 2025 prin care s-a decis demolarea corpurilor de școală C1, C3 și C6 și construirea unui nou corp de școală gimnazială cu toate dotările de rigoare.

### Școala Costăchească din Lupeni
Scoala Gimnazială Nr. 1 Hudești, Botoșani a purtat în trecut numele de „Școala Costăchească”. Vechea clădire adăpostea în 2011 birourile și secretariatul școlii.

#### Înființare
Începutul învățământului public din Hudeștii-Mari a avut loc în prima jumătate a secolului al XIX-lea, în 1841, prin înființarea primei școli din această regiune la inițiativa hatmanului Iordache Costache Boldur-Lățescu ( zis Gheorghe ). El a avut ca precursor în acest domeniu al educației maselor populare pe Anastasie Bașotă care a înființat în anul 1838 în satul Pomârla prima școală sătească particulară din Moldova. Bașotă a fost fondatorul Institutului Liceal „Anastasie Bașotă” în 1879, el donându-și jumătate din averea sa prin testament pentru crearea unui liceu care să-i poarte numele și care să permită educația copiilor din mediul rural astfel încât absolvenții să poată fi primiți în orice universitate din Europa.

Școala Costăchească - Placă comemorativă

Hatmanul Lățescu a hotărât să înființeze o școală primară pentru fiii sătenilor din Hudeștii-Mari care să fie întreținută din veniturile moșiei sale.  Pentru început, școala a funcționat în casa unui localnic cu un singur învățător - Ștefan Drăghici, remunerat cu 1.500lei anual, până în anul 1860. Înainte să moară în ziua de 19 februarie 1857, hatmanul Iordache Lățescu a lăsat un testament datat în 26 ianuarie 1857 și legalizat la Tribunalul Dorohoi cu nr. 958 din 20 mai 1857, el a menționat la litera c) că „... a înființa și a ținea în bună stare pe moșia Hudeștii, o școală normală în care pe lângă altele, să se învețe și muzica Vocală bisericească. Școala aceasta să se numească „Costăchească”, ea să se înființeze și să se ție pentru tot deauna în bună stare, atât din banii, ce mise cuvin de la guvern pentru țiganii emancipați, cât și anuala dare de trei sute de galbeni, las spre înzestrarea ei și vor fi asigurați pentru totdeauna în fondul moșiei Hudești. Fondația aceasta să fie vecinică, spre pomenirea mea și a neamului meu”. Inspectorii școlilor comunale din nordul Moldovei - A. Georgean și Ion Adamescu, au încheiat un proces verbal în 8 februarie 1864 în care au menționat că „... se atestă existența școlii primare din Hudeștii-Mari din anul 1854 când trăia hatmanul Iordache Costache Boldur-Lățescu, care școală se întreținea pe contul proprietății sale”.
La litera d) a testamentului se menționează că „... a da din venitul moșiei Hudești, afară de anuala sumă de 300 galbeni pentru școala Costăchesca câte 200 galbeni anual, pentru creșterea unui tânăr din familia Costăchească, care s'ar cunoaște mai vrednic de acest ajutor; începutul punerei în aplicare a acestei disposiții să se facă însă, cu copiii D-sale Vornicul Iordache C. Epureanu și această fondație să fie vecinică împlinirea ei, să fie asigurată pe tot deauna din fondul moșiei Hudeștii mari și stipendiul acesta, să se numeașcă „Stipendiul Costăchescu”.
Hatmanul a hotărât ca execuția testamentară să fie făcută de către o epitropie formată din logofătul Anastasie Bașotă, hatmanul C. N. Mavrocordat, aga Grigore și vornicul Iordache C. Epureanu [ (n. 1793 – d. 1856), fiul cel mai mic al paharnicului Grigoraș, născut în conacul de la Epureni, n. r. ]. Fiii lui Iordache Lățescu împreună cu epitropia instituită, au ridicat un local care a fost inaugurat ca școală cu patru clase și un învățător în anul 1861. Din acest an, școala a purtat numele de Școala Costăchească. Pe placa comemorativă de pe fațada școlii se menționează că „... ȘCOALA COSTĂCHIASCĂ înființată la anul 1861 de către frații Teodor Gheorghie și Iancu Costachi Boldur conformu dorinței ecsprimată de răposatul lor părinte, generalul Iordachi Costachi Boldur prin testamentul seu.”. Modul de redactare al textului de pe placa comemorativă este unul lapidar care are unele particularități de scriere, fapt care arată fără vreun motiv de îndoială că această inscripție prezintă o vechime estimată între ultimul deceniu al secolului al XIX-lea și primele decenii ale celui următor. Toate aceste argumente dau credibilitate istoriei construcției. Cercetătorul Dumitru Agachi a făcut însă precizarea că anul 1861 menționat pe inscripție nu este cel al construirii edificiului ci anul înființării școlii într-o clădire care a aparținut moșierului Lățescu.

#### Caracteristici arhitecturale
Județul Botoșani are doar câteva edificii medievale, Școala Costăcheasca fiind una dintre ele. Ea poate fi asociată cu Casa egumenească de la Mănăstirea Coșula care este astăzi delabrată din cauza unor restaurări de lungă durată. Școala din Hudești nu este cu mult mai nouă, dar se prezintă într-o stare de conservare surprinzător de bună. Dumitru Agachi a făcut în anul 2003 o propunere de includere a Școlii Costăcheasca în Lista monumentelor istorice din Botoșani, secțiunea B, monumente și ansambluri de arhitectură, conform Legii nr. 422/2001. În opinia cercetătorului, școala putea fi înscrisă în modelul medieval cu toate variațiile sale care-i marchează originalitatea, așa cum este cerdacul amplu construit pe cele trei laturi ale edificiului. Acest argument, dar nu ultimul ar evidenția-o prin comparație cu clădirile similare ridicate în aceeași epocă, cum sunt Casa Egumenească și Casa Manolache Iorga din Botoșani.

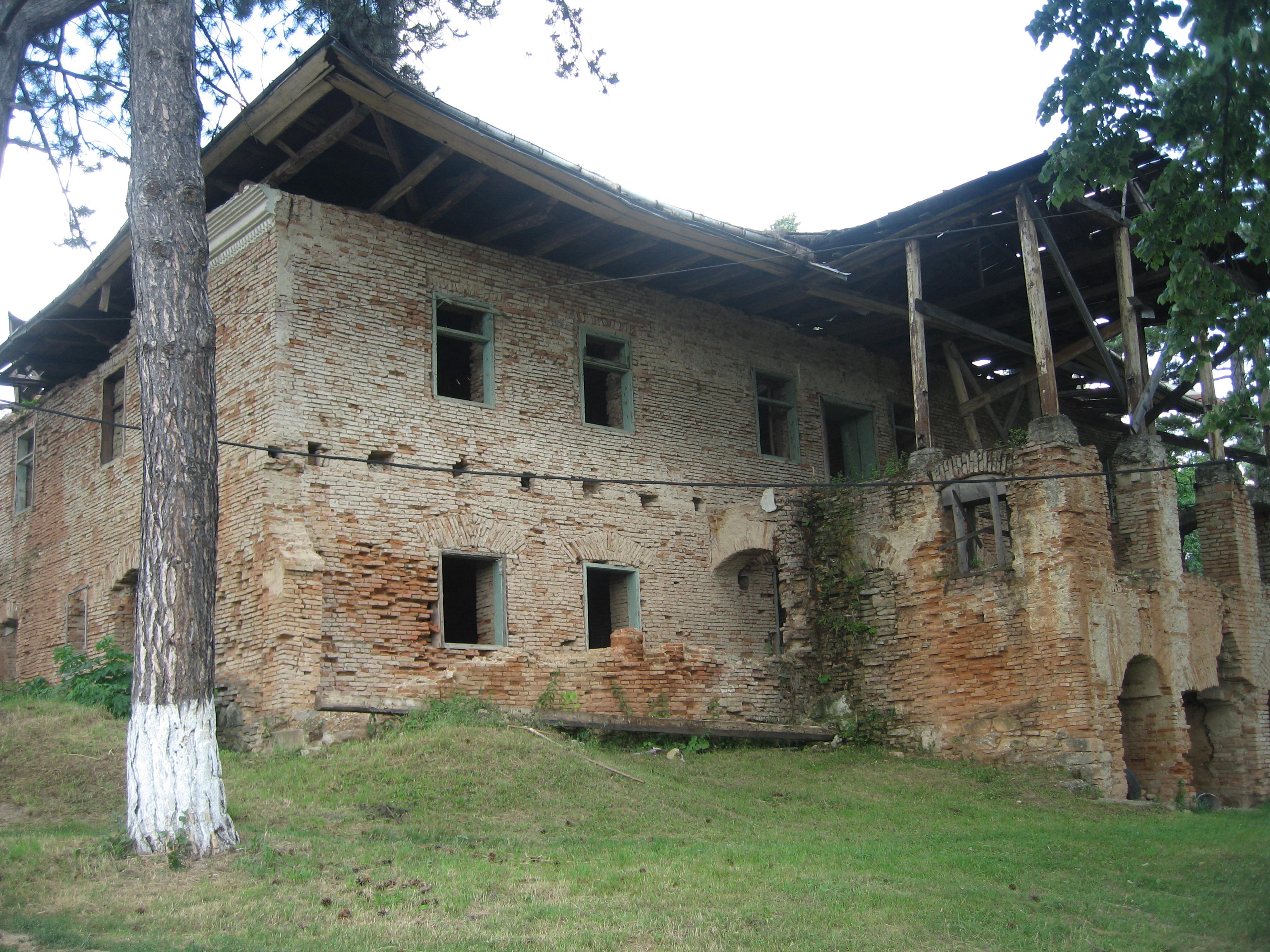
Casa egumenească - ruine
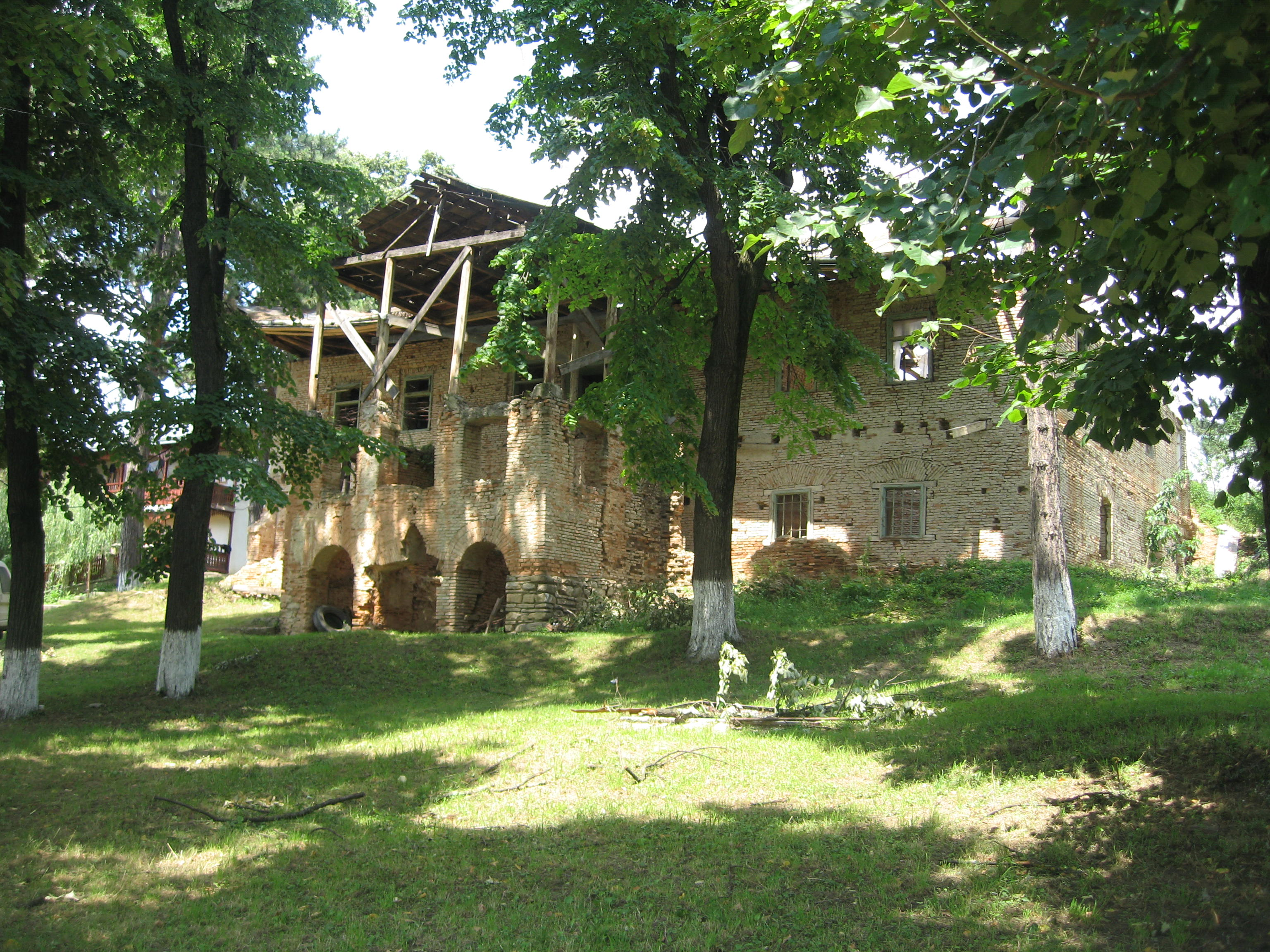
Casa egumenească - ruine
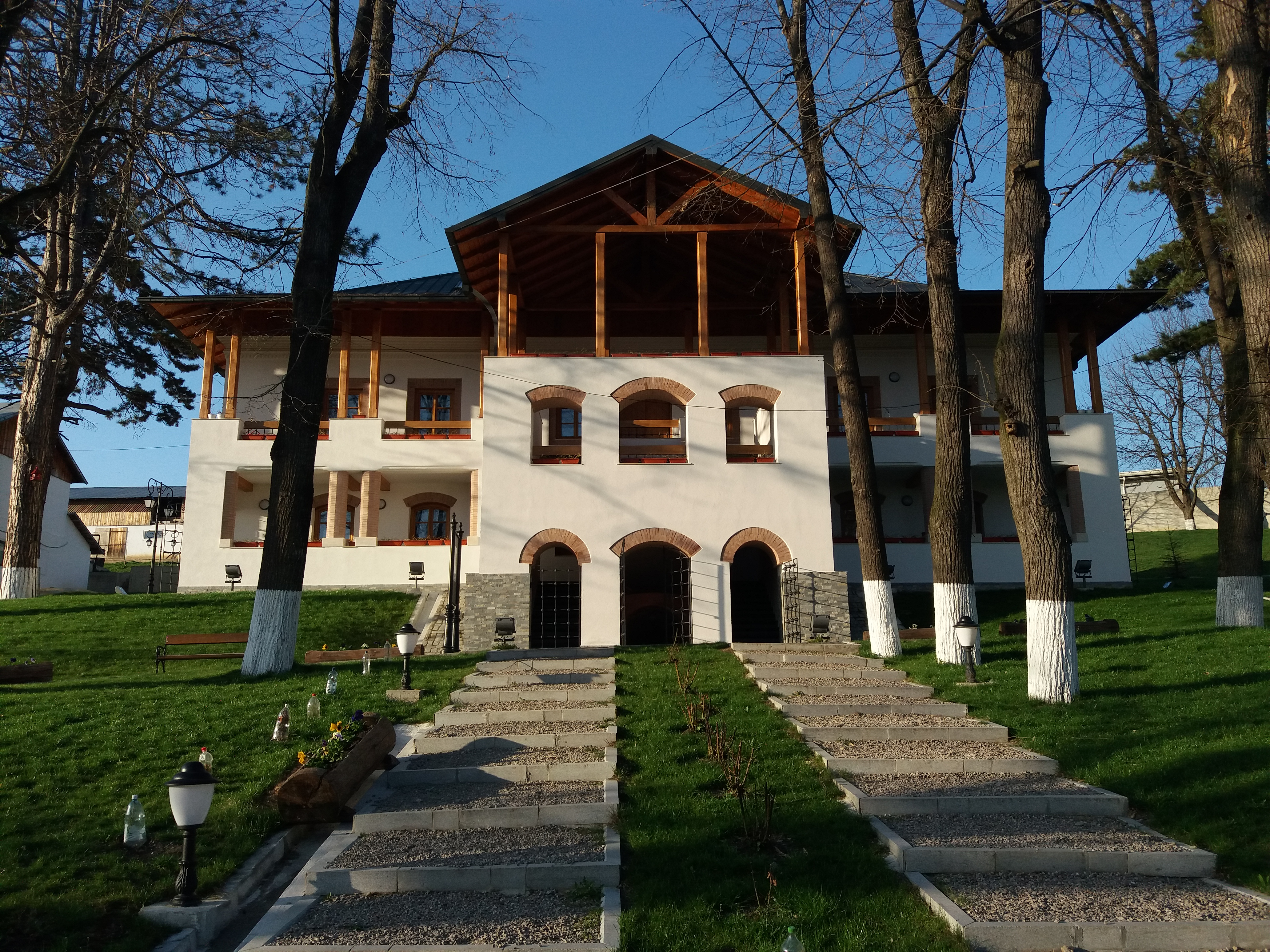
Casa egumenească - renovată
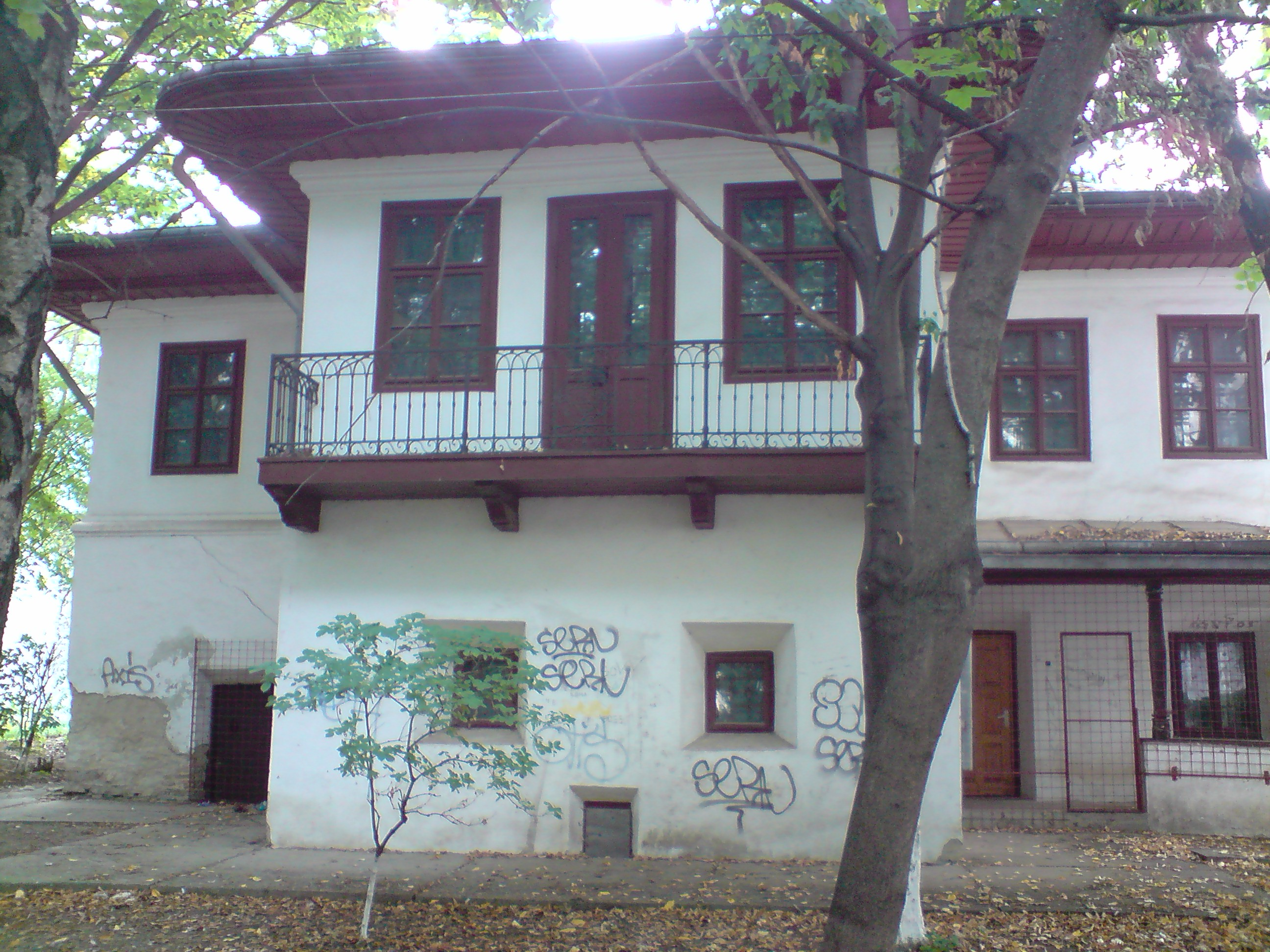
Casa Manolache Iorga din Botoșani

Din analiza făcută de Dumitru Agachi rezultă că imobilul a fost ridicat înaintea anului 1861 și asta arată că a existat un grad de folosință intensivă al lui pe o perioadă de cel puțin 140 de ani. Această concluzie poate rezulta din considerentele arhitecturale ale imobilului. Se poate observa cu ușurință că edificiul nu a fost construit cu destinația de școală. Făcând abstracție de decorațiile exterioare ce au fost aplicate la începutul anilor 90 ai secolului al XX-lea, se remarcă sobrietatea unei arhitecturi de conac boieresc construit în prima jumătate a secolului al XIX-lea. Transpare astfel un model de locuire specific al acelei epoci cu o pivniță adâncă cu acces către exterior, dar și parterul care are camere grupate în jurul unui salon central. După cum sunt amplasate camerele de la etaj se deduce iarăși că acestea au avut destinația de camere de locuit, ele fiind amplasate deasupra salonului central. Cerdacul prin amploarea lui, fiind dispus pe trei laturi ale construcției, pune în evidență cele două caturi ale clădirii.

#### Activitate
Din mențiunile documentare pe care le-a făcut Ion Ionescu de la Brad în 1866, Plasa Prutul de Sus avea în acea vreme doar șapte școli sătești, una din ele fiind cea de la Lupeni. Cu toate că moșia din Hudeștii-Mari era una dintre cele mai mari din județ și avea o școală construită cu etaj din zid de cărămidă și piatră, administrația locală și urmașii hatmanului Iordache care trăiau în alte localități, nu s-au preocupat de administrarea unității de învățământ. Prin ordinul prefectului județului Dorohoi - Nicu Gane, s-a încheiat un proces verbal în anul 1864 în care se arăta că „... starea școlii în ce privește învățământul este deplorabilă... din partea răposatului au urmat desăvârșit neglijență că nu s-au dispus de tot anualul lăsat prin testament și chiar suma cheltuită a fost neîntrebuințată de vreme ce nu s-a angajat un profesor meritabil, încât elevii au pierdut timpul în zadar”. La etajul școlii locuiau învățătorul și primarul. Aceștia nu se preocupau să asigure o stare corespunzătoare a claselor de la parter, acolo unde învățau elevii.
În anul 1880, Ion ( Iancu ) Boldur-Lățescu a cerut autorităților județene să se elibereze etajul școlii unde locuia gratuit primarul Nicolae Panaitescu și învățătorul Nicolae Coman. Lățescu a dorit o igienizare a întregii clădiri. Autoritățile nu au dat curs cererii și ca urmare, localul școlii a intrat într-un lung proces de degradare. Ca urmare, primăria a preluat în administrare Școala Costăchească și prin adresa nr. 317 din 16 aprilie 1881, a cerut protoieriei un profesor pentru predarea muzicii vocale bisericești. Cuantumul salariului a fost de 150lei / lună. Acestuia i se cerea să formeze un cor de tineri și cântăreți bisericești.

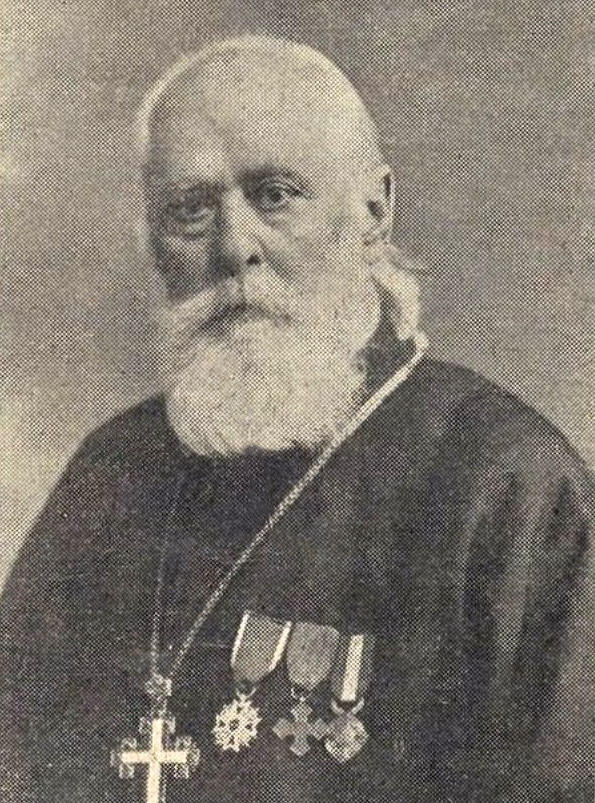
Meletie Răuțu - profesor de muzică la Școala Costăchească

Inspectorul școlar al județului Dorohoi - N. I. Filipide, a dispus în anul școlar 1880-1881 mutarea școlii de fete de la Brăiești la Hudeștii-Mari, propunând astfel transformarea școlii din Hudești în școală centrală. După un an, școala de fete de la Hudeștii-Mari a fost mutată la Rădăuți-Prut. Începând din 1881 s-au pus bazele unor cursuri de muzică vocală și s-a înființat un cor format din tineri și copii. Aceștia cântau la serbările școlare și la biserica din sat. Mitropolia din Iași, cu avizul Ministerului Instrucțiunii și Cultelor, l-a numit pe Gheorghe Mardare ca profesor de muzică la Școala Costăchească, acesta oraganizând corul școlar și pe cel bisericesc. Pe Mardare l-a urmat în funcție Meletie Răuțu din anul 1885 și apoi Gheorghe Dumitriu din 1891. Cursurile de muzică vocală se țineau în paralel cu învățământul primar și la ele participau copii din toate satele din împrejurimi. În cadrul școlii exista o anexă folosită pentru cursurile de cântări bisericești și muzică vocala, corul existent fiind dirijat de Gheorghiu Mardare, care era absolvent al Conservatorului de la Iași. Cursurile în cadrul clasei de muzică, care avea 30 de elevi, durau doi ani. Elevii erau recrutați din absolvenții Școlii Costăcheasca. După absolvirea celor doi ani, elevii căpătau o diplomă de cântăreți bisericești și erau repartizați prin alte sate.
Inaugurarea Școlii Costăcheasca a avut loc pe 7 ianuarie 1882; au participat delegatul Ministerului Instrucțiunii și Cultelor, prefectul județului Dorohoi și autoritățile școlare comunale și județene. Școala Costăchească a fost susținută financiar de Iordache Boldur-Lățescu cu supravegherea lui Al. Curt, Ion Docan și Ioan Tăutu.
Către sfârșitul secolului al XIX-lea la nivel național, starea învățământului a devenit precară. Cu toate că între anii 1871 - 1876, bugetul statului a crescut, bugetul școlilor a scăzut și învățătorii care aveau un salariu de 30 lei au înregistrat o creștere de venit la 60 lei și mai apoi la 80 lei lunar. Învățătorii au fost obligați să predea la mai multe clase de elevi. Materialele didactice lipseau cu desăvârșire și programele școlare erau prost structurate. Ca urmare, salariile plătite de stat trebuiau întregite cu contribuțiile în natură pe care le făceau țăranii. Situația financiară a țăranilor era și ea precară și ca urmare s-a înregistrat o creștere a absenteismului la orele de clasă, frecvența înregistrând un procent de sub 50%. Această realitate a dus și la o migrație foarte frecventă a cadrelor didactice de la o școală la alta.
Absenteismul a fost menționat de învățătorul Ion Cozloschi în adresa lui către forurile județene din data de 4 noiembrie 1884, în care a menționat că „... din cauza pestei bovine care a ținut 4 luni, copiii n-au venit la școală cu tot interesul prezentat”. În anul 1900, numărul de locuitori ai comunei era de 4.637, din care 288 copii care mergeau la școlile din satele comunei, din care 146 la Școala Costăchească ( frecventau doar 80 ) și restul la școlile din Alba și Vatra înființate în 1897 și 1890. Legea din 1883 a înființat învățământul complementar de 5 clase însă numărul copiilor care accesau și cursurile celei de a cincea clasă era foarte mic din cauza stării financiare precare a familiilor țărănești care erau forțate să-și ia copiii la muncă pe moșiile boierești.
Școlarizarea tuturor copiilor de pe teritoriul comunal nu s-a rezolvat nici cu înființarea școlilor din Alba și Vatra. Cauza principală a fost generată de necesitatea închirierii spațiilor necesare desfășurării procesului de învățământ prin casele țărănești care aveau camere mici, dar și lipsa acută de cadre didactice.
În august 1970 a avut loc centenarul Școlii Costăchească. Ca urmare, au fost organizate spectacole și evenimente culturale. Momentul a fost menționat în presa timpului de Ziarul Clopotul din Botoșani, care a publicat mai multe articole comemorative ca - Școala din Hudești la 100 de ani, Hudești-centenar 100, Școala publică din Hudeștii-Mari etc.

#### Cadre didactice
Învățătorii care au predat la Școala Costăchească la sfârșitul secolului al XIX-lea au fost -- Ștefan Drăghici ( 1.500lei/an ), Dumitru Alexandrescu ( 3.000 lei/an ), Grigore Crăciun ( 120 galbeni/an ). Au urmat N. Coman, Platon Pantazi, Ion Pânzaru, Ion Alexandrescu ( învățător și director la Școala Costăchească în perioada 1893 - 1920, vezi  activitatea lui la Băncile populare de credit din Hudești și Răscoala din 1907 de la Hudești ), Emilia Teodoru, Ion Jitaru, N. Sârghie, Eugenia Panaitescu, Ion Trofin, C. Alexandrescu, Eugenia Cucu și preotul Adrian Popovici care s-a mutat în 1902 la Știubeieni. Le-au urmat învățătorul și directorul școlii Ioan Niculiu în perioada 1919 - 1939 și Costache Jacotă, directorul coordonator al școlilor din comună.
Unul din învățătorii de la Școala Costăchească care a fost numit director al acesteia a fost Ion Cozloschi care a venit aici printr-un complex de împrejurări care evidențiază și amestecul politicului în activitatea școlară. Din relatările lui Gheorghe Apătăchioae, fenomenul era unul obișnuit deoarece și el a fost afectat în activitatea sa de la finele secolului al XX-lea de către astfel de practici.

#### Varia
| Învățătorul Ion Cozloschi a venit ( 1882 (?) ) la Școala Costăchească din Lupeni pe vremea în care proprietarul unei părți a moșiei Hudeștii-Mari era Ioan Tăutu, care împreună cu Alecu Curt, proprietarul moșiei Hilișeu-Curt, și Ion Docan, proprietar și el al moșiei Dimăcheni, erau membrii Comitetului Școlar al Școlii Costăcheasca. Secretarul ei era Sebastian Z. Dron. Numirea lui Ion Cozloschi a fost făcută cu avizul dat de revizorul școlar Ioniță Scipione Bădescu care a fost în această funcție în județele Botoșani și Dorohoi în perioada 1882 - 1884. Venirea lui Cozloschi la Lupeni a fost făcută fără avizul Comitetului Școlar și ca urmare, Cozloschi a fost chemat la interviu de către cei trei mari proprietari de pământuri. Aceștia nu l-au acceptat să ocupe funcția de învățător și i-au sugerat să-și caute alt loc de muncă. Aflând decizia Comitetului, Scipione Bădescu l-a asigurat pe Cozloschi că-l va susține în continuare și ca atare, a vorbit cu prefectul județului Dorohoi. Prefectul i-a oferit un post de șef de birou la prefectură. Cozloschi s-a consultat cu Bădescu și a refuzat postul de la prefectură, fapt pentru care prefectul s-a supărat mai ales că avea disensiuni cu Dimitrie Sturdza care era pe atunci Ministrul Instrucției Publice și mai ales că Ion Cozloschi avea statut de învățător suplinitor și nu de normalist. Un anume Pântea, absolvent al cursului superior al Seminarului Nifon din Iași a avut sprijinul lui Tăutu din Lupeni și el era cel dorit să ocupe funcția de la Școala Costăchească. Ca urmare, prefectul i-a trimis lui Cozloschi o adresă prin care l-a informat că fiind suplinitor îl repartizează la Școala din Dersca și la Școala Costăchească îl numește pe Pântea. Cozloschi s-a dus la Botoșani să se consulte cu Scipione Bădescu, care l-a trimis înapoi la Lupeni să-și preia postul de învățător pentru că ordinul de numire a fost dat de către Ministerul Instrucției Publice și Cultelor. Prezentându-se la Lupeni, Pântea s-a dus la primărie și a venit la Școala Costăchească cu primarul V. Sofronescu și cu notarul Sebastian Z. Dron. După câteva zile de dispute, Pântea vine cu un alt ordin de numire de la Prefectura Dorohoi și l-a scos cu forța pe Cozloschi din școală cu ajutorul viceprimarului C. Rizac. Ca urmare a altercațiilor, Ion Cozloschi a plecat la Darabani și a trimis o telegramă la București la Minister, că a fost înlocuit pe nedrept din funcție. Ministerul a ordonat o anchetă care s-a făcut de către delegații Marcian și Scipione Bădescu. Soluționarea a fost justă, Ion Cozloschi a fost pus în funcția de director al Școlii Costăcheasca. Consiliul Permanent al Instrucțiunii a confirmat decizia menționând că: „... Consiliul având în vedere cele reclamate de d-l Cozloschi, directorul Școalei Hudeștii-Mari, jud. Dorohoi: cele consemnate în raportul de anchetă și procesele verbale de inspecție în tot timpul cât d-l Cozloschi a ocupat postul de director al acelei școale; Menține în postul de director și învățător la Școala din Hudeștii-Mari pe d-l Cozloschi cu drept de salar pe tot timpul cât a fost îndepărtat pe nedrept”. De la numirea în funcție a lui Ion Cozloschi până la repunerea lui în funcție au trecut 50 de zile, timp în care acesta nu însera niciodată prin sat și purta revolver de frică să nu fie atacat. A dat în judecată primăria și a câștigat procesul la judecătoria Ocolului Herța. Prefectul din Dorohoi l-a amenințat că va rezolva cum știe el disputa. Fiind încolțit din mai multe părți, Cozloschi și-a dat demisia pe 1 octombrie 1885 și s-a retras în comuna Hreațca. Ion Docan, Ioan Tăutu și Alecu Curt s-au dus în audiență la Dimitrie Sturdza care a venit la Botoșani la inaugurarea Liceului Laurian și l-au rugat să-l demită pe Scipione Bădescu, fapt care s-a și întâmplat. Însă, după ce a fost demis, Bădescu l-a ajutat din nou pe Cozloschi cu ajutorul noului revizor numit, Nestor Filotti, să ocupe o catedră la Școala Județeană din Durnești. Acolo, era moșierul colonel Brănișteanu cu care a avut o bună colaborare. |

### Școala din Mlenăuți
Învățământul organizat din satul Mlenăuți a început în anul 1914 prin înființarea unei școli de patru clase primare, care a funcționat prin casele sătenilor care închiriau una sau două camere pentru desfășurarea orelor de clasă. Înainte de 1914, elevii din Mlenăuți învățau la școala din satul Lișna, aflat în apropiere.
Prima școală și-a derulat activitatea în locuința locuitorului Vasile Luschi, apoi în casele lui Ivăneț Nicolae, care ulterior și-a construit o casă nouă pentru el și pe cea veche a închiriat-o școlii. Prin anii 1927 - 1928, boierul Gheorghe Burghele a donat o suprafață de teren de 10 prăjini ( circa 18 arii ) din centrul Mlenăuțiului pentru construirea unei școli. El avea acolo o grădină ( câteva hectare de teren ) ce a fost cumpărată ulterior de Ion Ștefan. Burghele a donat vis-a-vis de școală un teren pe care să se țină horele satului care erau organizate cu ocazia hramului bisericii din localitate. Ion Franc l-a urmat la scurt timp, donând lemnul necesar din pădurea proprie pentru ridicarea noii școli. Între anii 1928 - 1929, școala veche încă funcționa cu două săli de clasă și două camere unde locuiau dascălii. Cu ocazia dărâmării școlii vechi pentru ca să fie construită o grădiniță, s-a găsit în fundația ei o sticlă de 1kg în care au fost puse o serie de documente de la începutul construcției ei. Nu s-a putut descifra nimic din cauza deteriorării iremediabile a hârtiilor care s-au tranformat în praf.

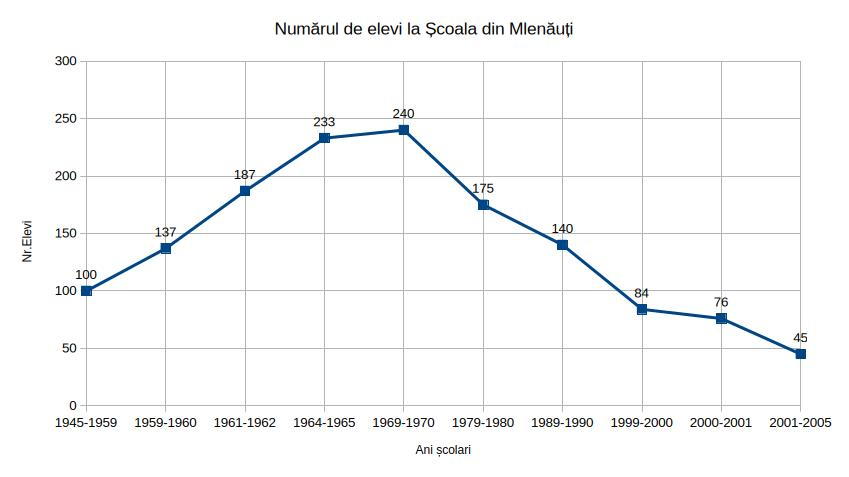
Numărul de elevi la Școala din Mlenăuți

Activitatea școlii după Al Doilea Război Mondial a întâmpinat o serie de dificultăți apărute din cauza existenței unui număr mare de copii, dar și a spațiului nesatisfăcător de mare pentru o așa afluență de elevi. Astfel, în perioada 1945 - 1959, efectivele de școlari erau de peste 100 elevi la ciclul primar, care învățau prin rotație în doar două săli de clasă. În anul 1959 - 1960 s-a generalizat învățământul de șapte ani și ca atare, în școala existau 137 elevi în ciclul primar. În anul 1961 - 1962 existau la clasele I - VII un efectiv de 187 elevi. În acel an s-a renunțat la camerele destinate ca locuințe pentru dascăli și au fost transformate în săli de clasă. Astfel, localul vechi avea patru săli de clasă foarte mici, o cancelarie mică și încă două holuri la fel de mici. În anul 2000 - 2001 ciclul gimanzial a fost comasat cu Școala din Hudești. Cauza scăderii numărului de elevi din perioada  1970 - 1985 a fost plecarea acestora după terminarea clasei a VIII-a la alte școli din Timișoara, București, Hunedoara, Reșița sau Brașov. Acolo au găsit oportunități de calificare în școlile de meserii și ca urmare au găsit ușor locuri de muncă și ca atare, nu s-au mai întors în comuna natală.
Actuala școală din Mlenăuți a fost construită în 1970 și are cinci săli de clasă, două cancelarii, un depozit și o magazie. Pentru ridicarea ei și-au adus aportul Gheorghe Ștefancu - președinte al Sfatului Popular de atunci, Ioan Gafencu - secretarul Sfatului Popular, învățătoarea Elisabeta Toma - director al școlii și o echipă de maiștri conduși de Ioan Luca.
Școala din Mlenăuți a fost condusă de cele mai multe ori de către oameni din rândul localnicilor și mai rar de cei veniți din alte părți. Așa au fost Ion Purțuc ( 1915 - 1920 ), Octav Brahă ( 1921 - 1940 ), Alexandru Asăvoae ( 1940 - 1951 ), Adrian Lungu ( 1951 - 1952 ), Felicia Pânzaru ( 1952 - 1953 ), Vasile Hrimiuc ( 1953 - 1963 ), Mircea Bararu ( 1963 - 1964 ), Gheorghe Apătăchioae ( 1964 - 1968 ), Elisabeta Toma ( 1968 - 1971 ), Gheorghe Toma ( 1971 - 2001 ), Mirela Prisecaru ( 2001 - 2002 ), Corina Zotic ( 2002 - 2010 ).
Școala avea o bibliotecă formată din circa 4,000 volume.

### Școala din Vatra
Școala din Vatra s-a înființat în anul 1890 dar, din cauza dificultăților de identificare a unor spații corespunzătoare desfășurării procesului de învățământ, începerea efectivă a activității s-a dat în anul 1902, faptul fiind consemnat într-o adresă din 30 septembrie 1902. Deschiderea școlii s-a făcut cu un profesor - Mathilda Costeschi, care avea în acel an o clasă formată din 38 de elevi. În 1903, școala avea trei clase cu trei învățători - Gheorghe Gh. Cojocea, C. Jacotă și V. Chițac. Cum școala funcționa într-un spațiu închiriat, plata chiriei de către primărie se făcea cu întârziere astfel încât, existau zile când elevii se prezentau la școală, dar ea era cu închisă cu lacătul pe ușă. Pe 1 octombrie 1905, Matilda Costeschi a părăsit școala prin demisie. Starea precară a învățământului din Vatra reiese din raportul inspecției din 27 martie 1909 care spune că:
„... starea mobilierului - primitivă... O casă închiriată, impropie pentru școală, deși chiria este de 240lei și nu este privată. Dirigintele C. Uriță va lua măsuri ca până-ntr-o săptămână să fie gata, căci e o barbarie, ca la o școală care e și mixtă să nu fie privată. Am pus în vedere și proprietarului care și-a luat angajamentul a o face. Mobilierul constă din patru bănci, sistem primitiv a 3.45m lumgime în care sunt îngrămădiți câte 11 și câte 12 școlari din divizia II și III care intră îmbrăcați cu haine de iarnă neavând unde le lăsa. Se cuvine câte 31cm de bancă pentru un școlar astfel îmbrăcat. Și cei din cl. I tot astfel stau. Cum pot scrie? Copii după recensământ 93 de băieți și 80 de fete, total 173, din care prezenți 84. Spațiu absolut insuficient. Sala are 4.40m lumgime și 4.20m lărgime, 2.40î. Apa de beut se ține într-o putinică a d-lui învățător.”
----- Arhiva Școlii Vatra, dosar 1909/1910 și 1910/1911, pag. 36 și 41
Acestă situație a trenat până în anul 1924, 14 ianuarie, moment în care s-a format un comitet sătesc ale cărui prerogative erau strangerea de fonduri și construirea unui local nou de școală. Ca urmare, Prefectura din Dorohoi a dat 4.000lei, localnicii din Vatra 26.920lei și primăria 11.086lei. Lemnele necesare ridicării clădirii s-au adunat cu mare greutate și o bună perioadă au zăcut aruncate pe maidan. În acel an, școala era condusă de învățătorul Haralambie Jacotă care, mai târziu, din motive de sănătate, a cedat funcția lui C. Uriță.
În septembrie 1928 a venit în Vatra învățătorul Vladimir Țopa, care din octombrie 1931 a devenit directorul școlii și a început din noiembrie 1931 construcția noii școli. Ridicarea ei s-a făcut cu ajutorul localnicilor care au făcut multe zile de clacă. Pentru finanțarea suplimentară a proiectului prin donații, Țopa a recurs la organizarea de serbări școlare în aer liber și la baluri care trebuiau aprobate de Prefectura din Dorohoi dar și de Revizoratul școlar. Vladimir Țopa s-a adresat prefectului dorohoian în septembrie 1932 menționând că „... ne-a rămas încă acoperiș, ferești și nu avem, de nicăieri niciun ajutor. Deci, vă rugăm mult să ne dați încă un mic ajutor, ca să putem termina măcar două săli unde am putea face clasă chiar și anul acesta”. Cu ajutorul dat de învățătorul V. Saveliev și Constantin Molocea, plus bani puși din propriul buzunar, Vladimir Țopa a terminat școala nouă din Vatra.
În perioada interbelică, Gheorghe Adăscăliței a consemnat în monografia Școlii Vatra-Hudești că „... nu exista an să nu se organizeze acțiuni deosebite cu prilejul aniversării Unirii din 1859, a Marii Uniri de la 1918, a Unirii Basarabiei cu România, a zilelor de 10 mai și 25 mai.” După ce s-a instaurat regimul Statului Național-Legionar din septembrie 1940, a existat o circulară primită la primăria Vatra prin care s-a cerut  restricționarea consumului de băuturi alcoolice, jocul de cărți, fumatul, fardatul și reclamațiile în cadrul școlii. Elevii trebuiau să aibă ținută regulamentară, școala fiind pusă în postura de a elimina sentimentul de umilință și „... să crească un popor mândru, nu slăbănogit de umilință”.
În timpul celui de Al Doilea Război Mondial în anul școlar 1940 - 1941, o sală de clasă a școlii a fost ocupată de comandamentul unei unități militare și învățătorii Ion Olariu, Nicolae Iumiuc, Nicolae Sâsâeac și Constantin Molocea au fost mobilizați. Unii au participat la luptele de la Odessa și Transnistria. C. Badragan a revenit la școală, după ce a rămas cu traume fizice și psihice ca urmare a participării sale împreună cu Regimentul 8 de Vânători la luptele din Transnistria. Școala din Vatra nu a fost evacuată ca alte școli din comună ca urmare a participării României la război. În această perioadă, cadrele didactice au organizat cantina școlară și au participat la formațiunile de apărare locală. Anul școlar 1944 - 1945 a început sub supravegherea învățătorului C. Uriță.
După ziua de 23 august 1944 s-a ordonat la nivel politic eliminarea din materialele didactice ale școlii a hărților cu România Mare și biblioteca școlară să restricționeze accesul la cărțile cu caracter antisovietic. În plus, fiecare sală de clasă trebuia să aibă un colț special amenajat cu materiale ARLUS. Din 30 decembrie 1947 au fost date jos toate tablourile cu portretul Regelui Mihai I al României. Imediat s-a trecut la sărbătorirea  anuală a Zilei Armatei Sovietice de la 21 februarie, a Zilei Muncii din 1 mai, a celei de 7 noiembrie a Zilei Revoluției Bolșevice din Rusia, dar și cea a proclamării republicii din 30 noiembrie 1947. Din acel moment, cadrele didactice au trebuit să presteze două ore săptămânal pentru culturalizarea maselor populare.
După război a avut o loc o creștere demografică semnificativă, astfel încât școala ridicată de Vladimir Țopa a devenit neîncăpătoare ca urmare a generalizării învățământului de la șapte la opt clase. În consecință, în 1960 s-a început contruirea unei noi școli sub conducerea învățătorului Gh. Atomei. Edificiul a fost dat în folosință în 1961, el având prin proiectare patru săli de clasă moderne și mari, un laborator, un spațiu generos pentru o bibliotecă și două holuri mari pentru recreație. Au contribuit învățătorii Antochi Mihail, Valentin Grigoriu, Gh. Popovici și Neculai Sâsâeac. Localnicii din Vatra au muncit la aducerea materialelor și au făcut munci necalificate sub supravegherea maiștrilor Nică Luca și Gh. Pintilei.
Cu toate că au fost organizate cursuri în două schimburi, afluxul mare de elevi ( în 1971 - 1972 erau 354 elevi ) a impus ca o clasă să-și desfășoare activitatea în vechea școală. Condițiile s-au înrăutățit și s-a decis extinderea școlii noi cu încă două săli de clasă, acest fapt fiind realizat de abia în anul 1979. În anul 2011, școala din Vatra avea la dispoziție un număr de săli suficiente desfășurării procesului de învățământ, dar și bibliotecă, magazii, ateliere, teren de sport etc. Au existat ani de zile în care cadrele didactice au fost calificate, încluzând chiar și profesorii de sport și de desen. Majoritatea lor făceau parte din familiile sătenilor, dar și unii din localitățile învecinate sau repartizați aici de către facultățile de profil. Dacă la începuturile învățământului din Vatra existau mulți copii neșcolarizați din cauză că nu exista un spațiu corespunzător și nici cadre suficiente specializate, în 2011 exista o școală cu toate dotările și cu cadre corespunzătoare, dar numărul de școlari a scăzut dramatic.
În data de 9 iunie 2002 s-a sărbătorit la Vatra centenarul Școlii din Vatra-Hudeștilor. Au participat - Costică Macaleți, prefectul de Botoșani, Constantin Manolache, inspectorul general al județului, deputata Viorica Afrăsinei și foști elevi ai școlii. A fost dezvelită o placă memorială realizată la Bacău din marmură, care a fost donată de Gheorghe Antochi. A fost ridicată o troiță în fața școlii al cărei lemn a fost donat de Primăria din Hudești. Pe troiță au fost înscriși toți eroii din Vatra din Primul Război Mondial și Al Doilea Război Mondial.

### Școala superioară de arte și meserii

Conacul Boldur-Lățescu a fost edificiul în care au funcționat Școala superioară de arte și meserii și mai apoi Gimnaziul Industrial din Hudești

Începând din anul 1924 la Lupeni/Hudești a fost înființată Școala superioară de arte și meserii care și-a schimbat ulterior numele în Gimnaziul industrial din Hudești. Activitatea școlară s-a desfășurat în clădirea din curtea veche a familiei Costăcheștilor din Hudești. Ion Niculiu care era director la Școala Costăchească împreună cu Comitetul școlar pe care-l conducea a sprijit lucrările de amenajare și reparare a spațiilor ce urmau a fi date în folosința noii instituții de învățământ. Profilată pe meserii de bază ca tâmplăria, lăcătușeria, dogăria și fierăria, această școală a pregătit mai multe generații de meseriași din comunele Havârna, Hudești, Suharău, Concești, Oroftiana, Darabani, Miorcani, Păltiniș sau Rădăuți-Prut.
În perioada 1941 - 1945, școala a devenit una de experiență mărindu-și paleta meseriilor cu împletituri și croșetat, croitorie etc. Între anii 1946 - 1948 a devenit gimnaziu unic. Numărul elevilor era relativ mic, având un maxim de 147 în anul școlar 1926 - 1927 și un minim de 52 în 1936 - 1937, în 1947 - 1948 era de 80 elevi.

## Învățătorii
Primul învățător al școlii din Alba a fost preotul Gh. Dumitriu și suplinitorul Vasiliu Dumitru, Mathilda Costeschi la școala din Vatra, Purțuc Ion învățător la Mlenăuți și Xantopol Mihai la Bașeu. Până la repartizarea învățătorilor calificați din epoca comunistă, cadrele didactice erau învățători suplinitori care funcționau cel mult trei ani, după care plecau la alte școli din regiune. În acest peisaj Școala Costăchească era considerată o instituție de prim-rang pentru că prin construcția clădirii avea prevăzute la etaj spații destinate locuirii. În ele au stat perioade lungi învățătorul Ioan Alexandrescu și Ioan Niculiu. Cel mai distins învățător din Vatra a fost haretianul Costantin Molocea, cel care s-a ocupat de construirea Căminului Cultural unde a și locuit cu familia sa.
După terminarea Școlii Normale, învățătorii erau numiți cadre didactice cu titlu provizoriu până obțineau definitivatul după trei ani de activitate. Gradele II și I le obțineau fără examen în urma unei inspecții derulate de inspectoratul din Dorohoi sau, după caz, cu delegație către inspectorul de plasă. Pentru obținerea gradului I, învățătorul trebuia să prezinte și o lucrare de specialitate. Așa au avansat în carieră învățătorul Vasile Turic din Bașeu, Constantin Molocea și ulterior Gheorghe Apătăchioae, Grigoriu Valentin, Gheorghe Adăscăliței, Sâsâeac Lucica, Apătăchioae Florica, toți din Vatra, și Grigoriu Ludmila, Ciobanu Maria, Apătăchioae Mirela, Costache Jacotă și Baltă Maria din Hudești.

## Muzeele școlare
În comuna Hudești a existat o preocupare a cadrelor didactice în a constitui muzee școlare, întreaga mișcare având la bază o inițiativă apărută la începutul secolului al XX-lea prin care s-a dorit ca exponatele adunate în astfel de expoziții să faciliteze aprofundarea cunoștințelor căpătate de elevi la cursuri. Folosirea unui astfel de muzeu era greu de realizat în condițiile în care în România, deci și în județul Botoșani sau Dorohoi, nu exista niciun muzeu.

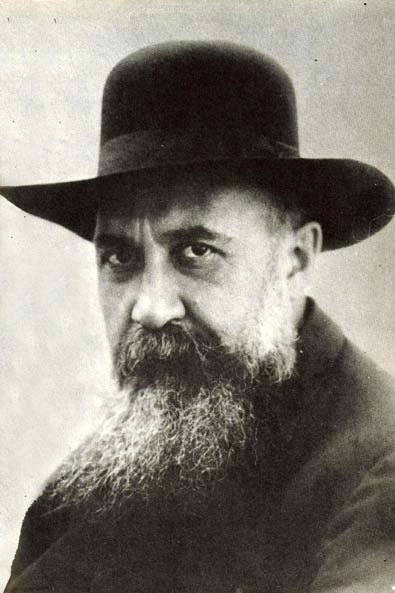
Nicolae Iorga

Ideea a fost susținută de Nicolae Iorga care a menționat că „... Dacă sosește într-un oraș de provincie al nostru un străin cult, dornic a ne cunoaște și altfel decât prin reproducerea mai mult sau mai puțin stângace a lucrurilor ce se văd și la el acasă, va intreba desigur și de Muzeul din localitate ... În multe locuri, cel întrebat ar crede că
oaspetele visează ziua-n amiaza mare. În altele i se va spune scurt că pe lângă cluburi cu șanteze nu se află așa ceva. Se va găsi și câte un om luminat care va trebui să mărturisească lipsa Muzeului.”
Conștienți de necesitatea muzeelor, dascălii botoșăneni au început din primele decenii ale secolului al XX-iea, să inițieze primele acțiuni în direcția înființării unor asemenea instituții, mai întâi în școlile unde își desfășurau activitatea, apoi în orașul reședință de județ. Primul muzeu din județul Botoșani a fost cel înființat la Sulița în anul 1914 de învățătorul Gheorghe Lucinescu. Acesta a fost singurul muzeu care a existat în județ până în anul 1921, moment în care s-au elaborat primele instrucțiuni pentru organizarea muzeelor școlare. Tot în acești ani s-au înființat la Dorohoi la Școala Primară de Băieți nr. 1 și la Școlile de Fete nr. 1 și nr. 2. La Botoșani s-a înființat muzeul școlar de la Școala „Marchian”, care a fost vizitată în 25 decembrie 1925 de Nicolae Iorga. Au urmat înființări la Hârlău în 1925, apoi la Școala Normală „Al. Vlahuță" din Șendriceni, la Liceul „Laurian" ( muzeu regional ). După Marea criză economică din 1933 s-au înființat la Hudești, Cucuteni, Stroiești, Corocăești, Tudora, Vorona Mare, Tulbureni, Brăteni, Stamate, Șupitca, Românești, și Școala mixtă nr. 5 din Botoșani.
Primul muzeu de pe raza comunei Hudești a fost înființat de Ion Niculiu, directorul Școlii Costăcheasca, în anul 1934. Nu se știe dacă el mai exista în 1939, an în care Niculiu a plecat de la școală. Există în schimb informații că muzeul școlar a fost reînființat în 1956 de Costache Jacotă, an în care acesta era director la Școala Costăchească. Jacotă l-a avut ca ajutor în acest sens pe profesorul de limba română Dumitru Stavoi. La înființare, exponatele erau de numismatică și majoritatea de etnografie, circa 100 obiecte așezate pe o panoplie realizată de profesorul Gheorghe Râșcu.
Activitatea de completare și îmbogățire a muzeului cu alte exponate a luat avânt în perioada 1967 - 1968. Cu prilejul sărbătoririi centenarului Școlii din Hudești din anul 1970, cadrele didactice, printre care Mihai Antochi și Gheorghe Popovici, au fost mobilizate pentru identificarea de noi obiecte care să întregească fondul expozițional al muzeului. În acest fel, în anul 1972 fondul cuprindea 360 de obiecte, multe dintre ele aparținând domeniului de vestigii arheologice ― vârfuri de săgeți, topoare de silex, răzuitoare, fragmente de vase din Cultura Cucuteni, lamele, vase de cult, fragmente de arme vechi, idoli, figurine zoomorfe și antropomorfe, fusaiole etc.

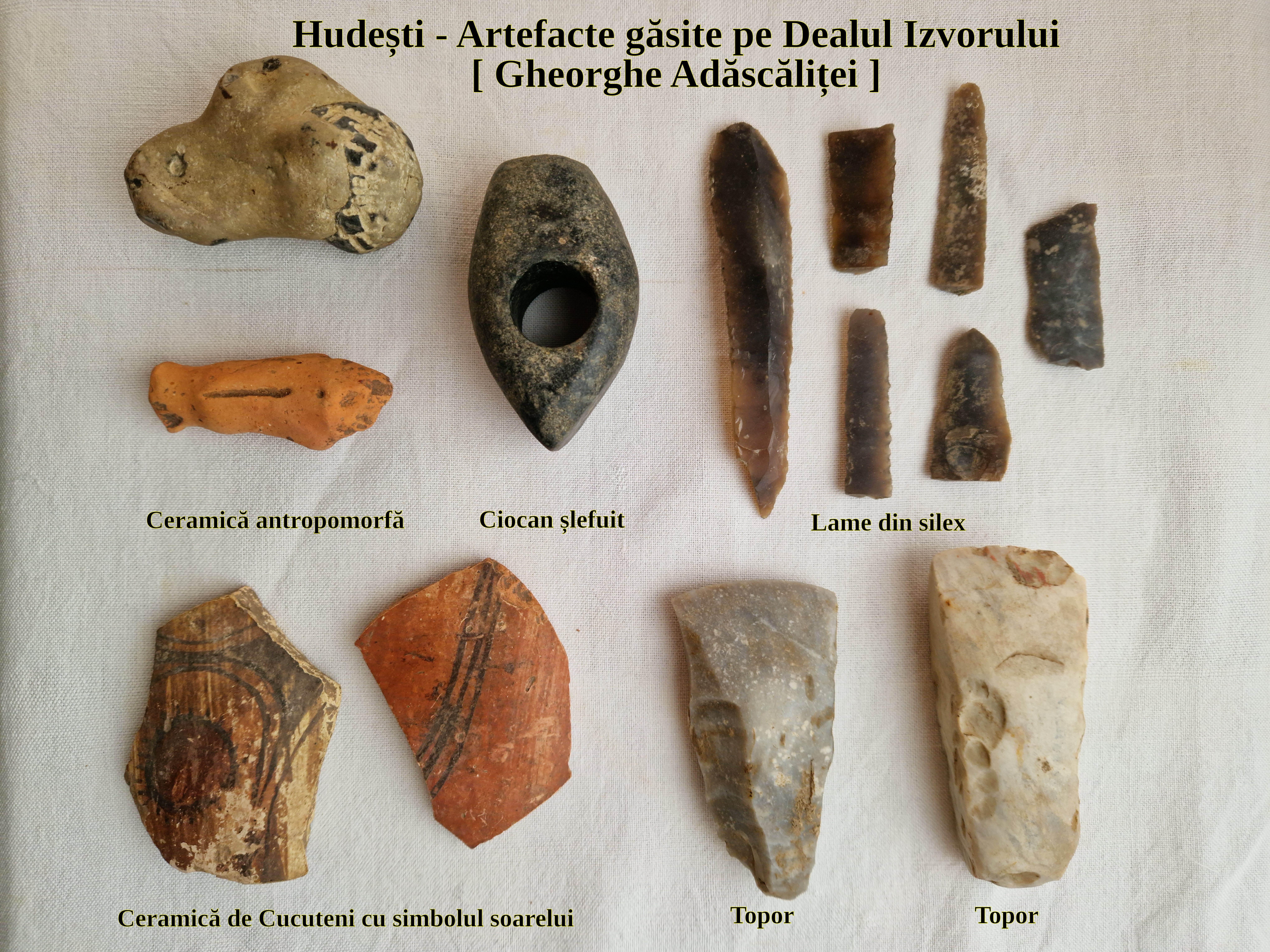
Artefacte găsite pe Dealul Izvorului (La Cresneanu)

Obiectele de etnografie erau reprezentate de putineiul de unt, păcornița din lemn ( vas în care se ținea păcura pentru uns roțile căruței ), o șa din lemn pentru călărie, cofe de lemn, polonice de stână, scăcițe ( scăfițe ) pentru pisat usturoiul, furci și fuse de tors, chersâne ( covată scurtă și adîncă  ), icoane vechi, brâie ciobănești, prosoape de tort, ouă închistrite ( ouă încondeiate ) și ustensile gospodărești. Numismatica cuprindea monede de pe timpul lui Carol I, din 1866, dar și monede de până în anii 1952 - 1953.
O dată cu apariția profesorilor de istorie în satele comunei, s-a intensificat colectarea obiectelor vechi care meritau a fi expuse într-un muzeu școlar. Așa a fost la Școala din Vatra profesorul Ion Murariu specializat în istoria medievală. Acesta a strâns o serie de obiecte printre care se găsea și o monedă romană din perioada împăratului Hadrian pe care a donat-o Muzeului Național de Istorie a Moldovei. Profesorul Ion Prahoveanu era pasionat de reconstituirea vaselor sparte ce au fost găsite în siturile arheologice locale. Profesorul Gheorghe Chițac a făcut muncă de teren cu elevii școlii și a adunat numeroase fragmente de vase vechi. La sfârșitul anilor 90 ai secolului al XX-lea și începutul celui următor, profesorul de istorie-geografie Gheorghe Adăscăliței a amenajat la Școala din Vatra o secție muzeistică cu obiecte de proveniență arheologică cum erau fragmente ceramice de tip Cucuteni, topoare de silex, fragmente de vase pentru cereale, vârfuri de săgeți, idoli, răzuitori, greutăți de pescuit, figurine zoomorfe etc.
La Mlenăuți în aceeași perioadă, fostul director al școlii Toma Gheorghe a adunat și valorificat muzeistic pentru orele de istorie, multe obiecte de numismatică și arheologie. Unii profesori din școlile hudeștene au ținut legături cu mari muzee din România și au donat exponate muzeelor din Iași și Botoșani.
Activitatea desfășurată în muzeele școlare a făcut parte în timpul regimului comunist din educația patriotică a elevilor. După anul 2000, activitatea s-a estompat până când nu a mai existat. Colecțiile școlilor hudeștene s-au dispersat și deteriorat, unele obiecte mai existând astăzi doar la pasionați, așa cum este colecția profesorului Gheorghe Adăscăliței.

## Bibliotecile comunale
Bibliotecile din comuna Hudești s-au înființat începând din anul 1926 la Hudești de Ioan Niculiu, 1928 la Vatra de D. Filipovici printr-o acțiune de donare de carte și 1928 la Alba de către învățătorul Vasile Turic. Începând din 1927, anul edificării Ateneului Popular din Hudești, acesta a adăpostit biblioteca comunală, după care a fost mutată la Căminul Cultural al comunei Hudești. La sfârșitul secolului al XX-lea a fost relocată la etajul noului Cămin Cultural din localitate. După anul 1944, bibliotecarii au fost - Haramiuc-Agoroaie Mărioara, Agoroae Elena, Alexoaie Maria, Antochi Mărioara și Bostan Elena.
În anul 2010, biblioteca avea un fond de carte de peste 19.500 volume și circa 330 abonați.

## Statistici
| Știința de carte la recensământul din 1930 în comuna Hudești |       |                       |                   |                                |                     |
| Sate                                                         | Sex   | Populatie peste 7 ani | Știutori de carte | Din care cu instrucție primară | Neștiutori de carte |
| Alba                                                         | M     | 614                   | 384               | 370                            | 230 ( 37.46% )      |
| Alba                                                         | F     | 639                   | 169               | 165                            | 470 ( 73.55% )      |
| Baranca                                                      | M     | 110                   | 9                 | 8                              | 101 ( 91.82% )      |
| Baranca                                                      | F     | 135                   | 2                 | 1                              | 133 ( 98.52% )      |
| Bașeu                                                        | M     | 298                   | 210               | 194                            | 88 ( 29.53% )       |
| Bașeu                                                        | F     | 333                   | 86                | 79                             | 247 ( 74.17% )      |
| Lupeni                                                       | M     | 590                   | 427               | 373                            | 163 ( 27.63% )      |
| Lupeni                                                       | F     | 633                   | 219               | 198                            | 414 ( 65.40% )      |
| Mlenăuți                                                     | M     | 276                   | 187               | 175                            | 89 ( 32.25% )       |
| Mlenăuți                                                     | F     | 296                   | 101               | 95                             | 195 ( 65.88% )      |
| Vatra                                                        | M     | 618                   | 402               | 383                            | 216 ( 34.95% )      |
| Vatra                                                        | F     | 592                   | 167               | 165                            | 425 ( 71,79% )      |
| Total                                                        |       |                       |                   |                                |                     |
| M                                                            | 2.506 | 1.619                 | 1.503             | 887 ( 35.40 % )                |                     |
| F                                                            | 2.628 | 744                   | 703               | 1.884 ( 71.69% )               |                     |
| Total general                                                |       |                       |                   |                                |                     |
| M+F                                                          | 5.134 | 2.363                 | 2.206             | 2.771 ( 53.97% )               |                     |

| Numărul de absolvenți ai clasei a VII-a în satele comunei Hudești |        |       |       |      |          |         |        |
| Anul școlar                                                       | Lupeni | Vatra | Bașeu | Alba | Mlenăuți | Baranca | Total  |
| 1935 ― 1936                                                       | 6      | 15    | 5     | ―    | ―        | ―       | 26     |
| 1936 ― 1937                                                       | 8      | 7     | 7     | 5    | ―        | ―       | 27     |
| 1937 ― 1938                                                       | 7      | 5     | 5     | 4    | ―        | ―       | 21     |
| 1938 ― 1939                                                       | 4      | 6     | ―     | 4    | 2        | ―       | 16     |
| 1939 ― 1940                                                       | 5      | 5     | 6     | 5    | ―        | ―       | 21     |
| Total                                                             | 30     | 38    | 235   | 18   | 2        | ―       | 111 ¹) |
| Nota ¹) ― 111 elevi erau în acele timpuri destul de puțini        |        |       |       |      |          |         |        |

| Numărul de absolvenți ai clasei a VIII-a, dați de școlile din Hudești, Vatra, Alba, Mlenăuți și Baranca |      |      |      |      |      |      |       |
| Anul școlar                                                                                             | 1965 | 1966 | 1967 | 1968 | 1969 | 1970 | Total |
| Număr de absolvenți                                                                                     | 157  | 141  | 156  | 178  | 195  | 188  | 1015  |
| Numărul de absolvenți care au urmat școli postgimnaziale                                                |      |      |      |      |      |      |       |
| Școli profesionale și tehnice                                                                           | 40   | 24   | 29   | 27   | 29   | 72   | 221   |
| Licee de specialitate                                                                                   | 8    | 5    | 7    | 6    | 10   | 14   | 50    |
| Licee de cultură generală                                                                               | 31   | 20   | 18   | 16   | 12   | 19   | 116   |
| Total general                                                                                           | 79   | 49   | 54   | 49   | 51   | 105  | 387   |